# Eva Sachtleben
Eva Katarina Sachtleben, född 24 december 1887 i Bromma, död 12 februari 1968 i Matteus församling i Stockholm, var en svensk skådespelare.
Hon är begravd på Norra begravningsplatsen utanför Stockholm.

## Filmografi i urval
- 1934 – Anderssonskans Kalle
- 1937 – Skicka hem nr. 7
- 1941 – Lärarinna på vift
- 1941 – Göranssons pojke
- 1941 – Landstormens lilla argbigga
- 1947 – Stackars lilla Sven
- 1949 – Hur tokigt som helst

## Teater

### Roller
| År   | Roll                         | Produktion                                                    | Regi            | Teater                                                    |
| ---- | ---------------------------- | ------------------------------------------------------------- | --------------- | --------------------------------------------------------- |
| 1922 |                              | Halta Lena och vindögda Per Ernst Fastbom                     |                 | Tantolundens friluftsteater                               |
| 1925 |                              | Kärlek och landstorm Gideon Wahlberg och Walter Stenström     |                 | Tantolundens friluftsteater                               |
| 1926 |                              | Den däringa Dagmar Ove Ansteinsson                            |                 | Tantolundens friluftsteater                               |
| 1928 |                              | Österlunds Hanna Frans Hedberg                                | Hjalmar Peters  | Tantolundens friluftsteater                               |
| 1929 |                              | Westerbergs pojke Gideon Wahlberg                             |                 | Söders friluftsteater                                     |
| 1929 |                              | Fjällgatan 14 Siegfried Fischer                               |                 | Mosebacketeatern                                          |
| 1930 | Jana, Lasse Larssons huskors | Söderkåkar Gideon Wahlberg                                    | Hugo Jacobson   | Tantolundens friluftsteater Flyttad till Mosebacketeatern |
| 1931 | Fru Lind, pensionatsvärdinna | Ta' fast tjuven Gran                                          |                 | Mosebacketeatern                                          |
| 1931 |                              | Äventyr vid kolonistugan Gideon Wahlberg och Walter Stenström |                 | Mosebacketeatern                                          |
| 1931 |                              | I gamla Djurgårdssta'n Gideon Wahlberg                        | Gideon Wahlberg | Tantolundens friluftsteater                               |
| 1932 |                              | Tokstollar och högfärdsblåsor Gideon Wahlberg                 | Gideon Wahlberg | Tantolundens friluftsteater                               |
| 1932 | Fru Svensson                 | Svensson Gustaf H. Lundberg                                   | Erik Berglund   | Folkteatern                                               |
| 1935 | Maja Järnhammar              | Hur ska' de' gå för Pettersson? Sigge Fischer                 |                 | Söders friluftsteater                                     |
| 1935 | Signe Andersson              | Följ me' till Köpenhamn Sigge Fischer                         | Sigge Fischer   | Mosebacketeatern                                          |
| 1936 | Sara                         | Tro, hopp och kärlek Arthur Fischer                           | Arthur Fischer  | Klippans sommarteater                                     |
| 1936 |                              | Augustas lilla felsteg Sigge Fischer                          |                 | Mosebacketeatern                                          |
| 1937 |                              | Lördagsflirt Björn Björnevik                                  |                 | Mosebacketeatern                                          |
| 1937 |                              | Va' händer hos Jonssons Siegfried Fischer                     |                 | Söders friluftsteater                                     |

## Radioteater

### Roller
| År   | Roll      | Produktion                                    | Regi               |
| ---- | --------- | --------------------------------------------- | ------------------ |
| 1955 | Fru Ström | Hillman och de tre ingenjörerna Folke Mellvig | Carl-Otto Sandgren |

### Fotnoter
1. ↑  SvenskaGravar
2. ↑  ”Teater Musik: Tantolundens friluftsteater”. Dagens Nyheter:  s. 6. 2 juni 1922. http://arkivet.dn.se/arkivet/tidning/1922-06-02/146/9. Läst 18 mars 2016.
3. ↑  ”Friluftsteatrarnas premiär”. Dagens Nyheter:  s. 9. 31 maj 1925. http://arkivet.dn.se/arkivet/tidning/1925-05-31/145/9. Läst 17 januari 2016.
4. ↑  ”Teater och Musik”. Dagens Nyheter:  s. 9. 3 juni 1926. http://arkivet.dn.se/arkivet/tidning/1926-06-03/147/9. Läst 2 augusti 2015.
5. ↑  ”Scen och Film”. Dagens Nyheter:  s. 12. 1 juni  1928. http://arkivet.dn.se/arkivet/tidning/1928-06-01/147/12. Läst 1 januari 2016.
6. ↑  ”Scen och Film: Söders friluftsteater startar”. Dagens Nyheter:  s. 11. 7 juni 1929. https://arkivet.dn.se/tidning/1929-06-07/152/11. Läst 6 augusti 2025.
7. ↑  ”Nytt på Mosebacketeatern”. Dagens Nyheter:  s. 14. 13 december 1929. http://arkivet.dn.se/tidning/1929-12-13/340/14. Läst 18 mars 2017.
8. ↑  ”Teater, Musik och Film”. Dagens Nyheter:  s. 11f. 19 juli 1930. http://arkivet.dn.se/arkivet/tidning/1930-07-19/192/8. Läst 2 januari 2016.
9. ↑  ”Mosebackepremiär”. Dagens Nyheter:  s. 10. 28 januari 1931. http://arkivet.dn.se/arkivet/tidning/1931-01-28/26/10. Läst 2 januari 2016.
10. ↑  ”Teater, Musik och Film”. Dagens Nyheter:  s. 12. 28 februari 1931. http://arkivet.dn.se/arkivet/tidning/1931-02-28/57/12. Läst 3 januari 2016.
11. ↑  ”Teaterannons”. Dagens Nyheter:  s. 12. 1 juli 1931. http://arkivet.dn.se/arkivet/tidning/1931-07-01/174/12. Läst 3 januari 2016.
12. ↑  ”Teaterannons”. Dagens Nyheter:  s. 15. 4 juni 1932. http://arkivet.dn.se/arkivet/tidning/1932-06-04/149/15. Läst 3 januari 2016.
13. ↑  Nbg (9 oktober 1932). ”'Svensson' på Folkteatern”. Dagens Nyheter:  s. 10. http://arkivet.dn.se/tidning/1932-10-09/275/10. Läst 16 mars 2017.
14. ↑  ”Tre friluftspremiärer i värme och regnstänkk”. Dagens Nyheter:  s. 9. 8 juni 1935. http://arkivet.dn.se/arkivet/tidning/1935-06-08/154/9. Läst 28 december 2015.
15. ↑  ”Teater Musik Film”. Dagens Nyheter:  s. 11. 11 oktober 1935. http://arkivet.dn.se/arkivet/tidning/1935-10-11/277/11. Läst 27 december 2015.
16. ↑  ”Teater Musik Film”. Dagens Nyheter:  s. 12. 12 juni 1936. http://arkivet.dn.se/arkivet/tidning/1936-06-12/157/12. Läst 28 december 2015.
17. ↑  ”Teater Musik Film”. Dagens Nyheter:  s. 15. 9 december 1936. http://arkivet.dn.se/arkivet/tidning/1936-12-09/336/15. Läst 10 januari 2016.
18. ↑  ”Teater Musik Film: Mosebacketeatern”. Dagens Nyheter:  s. 10. 7 mars 1937. http://arkivet.dn.se/arkivet/tidning/1937-03-07/64/10. Läst 10 januari 2016.
19. ↑  ”Teater Musik Film: Söders friluftsteater”. Dagens Nyheter:  s. 12. 3 juni 1937. https://arkivet.dn.se/tidning/1937-06-03/147/12. Läst 7 augusti 2025.
20. ↑  ”Radioprogrammet”. Dagens Nyheter:  s. 28. 30 december 1955. https://arkivet.dn.se/tidning/1955-12-30/353/22. Läst 19 december 2021.